# Giovanni Benedetto (filosofo)
Giovanni Benedetto da Caravaggio o Giovanni Benedetto Caravaggi (Crema, ... – ...; fl. XVI secolo) è stato un filosofo italiano attivo nel XVI secolo.

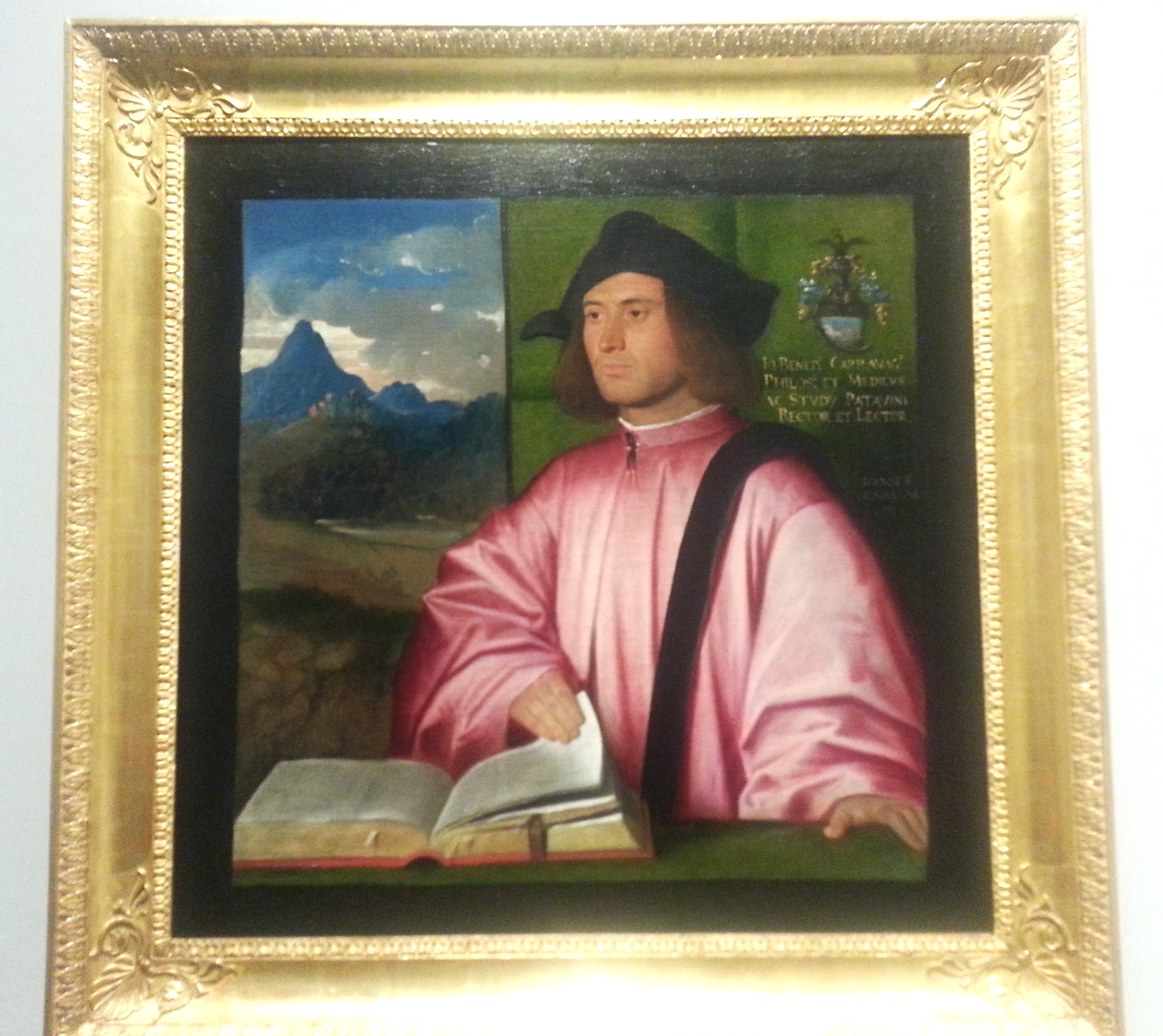
Ritratto di Giovanni Benedetto Caravaggi realizzato da Giovanni Busi

Insegnò filosofia presso l'Università di Padova, di cui divenne in seguito rettore.
È ritratto in un dipinto di Giovanni Busi detto il Cariani, allievo del Giorgione.
Il ritratto, conservato nella pinacoteca dell'Accademia Carrara di Bergamo, e proveniente dal fondo Lochis, presenta nella parte superiore desta lo stemma della famiglia e la scritta “ IO. BENED. CARRAVAG.s / PHILOS.s ET MEDICVS / AC STVDY PATAVINI / RECTOR ET LECTOR”. L'artista aveva già realizzato il ritratto del fratello Giovanni Antonio. Guglielmo Lochis aveva acquistato il dipinto a Crema.